# Karl Heinz Nolzen
Karl Heinz Nolzen (* 3. September 1926 in Hagen; † 25. August 2012) war ein deutscher Politiker und ehemaliger nordrhein-westfälischer Landtagsabgeordneter der SPD.

## Leben und Beruf
Nach dem Besuch der Volksschule absolvierte er eine kaufmännische Lehre und war nach dem Kriegsdienst wieder als kaufmännischer Angestellter beschäftigt. Im Jahr 1969 wurde er Geschäftsführer bei der Arbeiterwohlfahrt in Hagen.
Der SPD trat Nolzen im Jahr 1952 bei. Er war in zahlreichen Gremien der Partei tätig, so z. B. als Mitglied des Unterbezirks-Vorstandes Hagen-Ennepe-Ruhr. Er war von 1948 bis 1959 Mitglied der IG Metall und seit 1959 Mitglied der Gewerkschaft Öffentliche Dienste, Transport und Verkehr.

## Abgeordneter
Vom 26. Juli 1970 bis 29. Mai 1985 war Nolzen Mitglied des Landtags des Landes Nordrhein-Westfalen. Er wurde jeweils im Wahlkreis 123 bzw. 119 Hagen I direkt gewählt.
Dem Stadtrat der Stadt Hagen gehörte er in den Jahren 1955 bis 1970 an.